# Chiesa della Sacra Famiglia (Gerusalemme)
La Chiesa della Sacra Famiglia (in ebraico כנסיית המשפחה הקדושה‎?, in latino Ecclesia Sanctae Familiae, in tedesco  Kirche der Heiligen Familie), nota anche come Cappella della Sacra Famiglia, è un luogo di culto cattolico situato all'interno dell'Austrian Hospice nella Città Vecchia di Gerusalemme.
L'edificio nacque come ostello cattolico per i pellegrini creato nel 1853 dagli austriaci a Gerusalemme ("Österreichisches Hospiz zur Heiligen Familie"). La cappella del complesso fu consacrata il 19 marzo 1863 dal Patriarca latino di Gerusalemme Giuseppe Valerga, aperta ai pellegrini del rito latino.
L'organo della cappella fu costruito nel 1910 dal produttore di organi Rieger a Jägerndorf (oggi Krnov) nella Repubblica Ceca.